# Kairo-Gaborone-Kapstadt-Highway
Der Kairo-Gaborone-Kapstadt-Highway (früher auch Kairo-Gaborone-Highway) trägt die Nr. 4 unter den Trans-African Highways.
Der Highway ist eine Komponente in dem internationalen Fernstraßennetz, dass die United Nations Economic Commission for Africa (UNECA), die Afrikanische Entwicklungsbank (ADB) und die Afrikanische Union entwickeln. Die Route hat eine Länge von 10.228 km und war die erste TAH-Strecke, die bereits Ende des 19. Jahrhunderts geplant wurde. Im Trans-African Highway Route System wird die Autobahn als TAH 4 bezeichnet.

## Route
Die Route verläuft durch Ägypten, Sudan, Äthiopien, Kenia, Tansania, Sambia, Simbabwe, Botswana und Südafrika. Südafrika war wegen der Apartheid in dieser Route nicht enthalten, aber heute erkennt man allgemein an, dass die Strecke bis Kapstadt führt. Zunächst hatte man Pretoria als Endpunkt vorgesehen, aber nachdem angesichts der Bedeutung des Seehafens Kapstadt ein Ende in Pretoria unvollständig wirkte und weil alle Fernstraßen der Southern African Development Community (SADC) bis Kapstadt führen, entschloss man sich, auch diese Route bis zum Kap zu führen. In verschiedenen Dokumenten wird diese Straße auch als "Kairo-Gaborone-Highway" oder "Kairo-Pretoria-Highway" bezeichnet.

### Fehlende Teilstücke
Die südliche Hälfte des Kairo-Kapstadt-Highways ist fertig, aber im nördlichen Sudan, wo Sandpisten den Einsatz allradgetriebener Fahrzeuge notwendig machen, im nördlichen Kenia und in der Mitte Tansanias werden neue Straßen benötigt. Seit einigen Jahren ist der Grenzübertritt von Ägypten nach Sudan wegen des umstrittenen Grenzverlaufs im Hala’ib-Dreieck verboten, stattdessen kann eine Autofähre über den Nassersee benutzt werden.
Der größte Teil der Strecke durch Äthiopien verläuft durch Gebirgsregionen, wodurch einige Wegstrecken gefährlich sein können, obwohl sie asphaltiert sind.
Der fehlende Abschnitt im Norden Kenias ('Northern Highway') wurde Ende 2016 durch chinesische Straßenbauer fertiggestellt und ist damit eines der am besten ausgebauten Teilstücke des TAH 4 (Grenze Äthiopien bis Mount Kenia Region). Die Route ist nun sicher bereisbar, bisher operierende Banden von Straßenräubern wurden mit durchgehender Präsenz kenianischer Sicherheitskräfte zurückgedrängt.
Da Kenia eine asphaltierte Verbindungsstrecke zur südsudanesischen Grenze besitzt, könnte theoretisch eine Route durch den Südsudan nach Khartum eine kürzere Alternative zur Streckenführung durch Äthiopien darstellen.
Die Kiesstraße durch Dodoma in Zentraltansania ist zeitweise unpassierbar, und so könnte die Ausweichroute über Moshi, Korogwe und Morogoro als bessere Möglichkeit für die Führung einer Fernstraße angesehen werden. Allerdings wurde auch diese Strecke in der letzten Zeit nur unzureichend gewartet.
Zwischen Chalinze (Iringa) und Kapiri Mposhi in Sambia nutzt die Fernstraße eine wichtige, asphaltierte regionale Route, den Tanzam Highway, der dort auch Great North Road heißt. Diese Fernstraße verbindet derzeit als einzige zwei wichtige Regionen Afrikas, nämlich Ost- und Südafrika. Sie wird von allen TAHs am meisten benutzt.
Mit einigen Abweichungen weist der Kairo-Kapstadt-Highway Ähnlichkeiten mit dem Kap-Kairo-Plan des britischen Empire aus der Zeit des beginnenden 20. Jahrhunderts auf.

## Kreuzungen mit anderen transafrikanischen Straßenrouten
- Mit TAH 1 Kairo-Dakar-Highway in Kairo (Ägypten).
- Mit TAH 6 N’Djamena-Dschibuti-Highway der Straßenabschnitt von Wad Madani (Sudan) nach Wereta (Äthiopien) wird gemeinsam genutzt.
- Mit TAH 8 Lagos-Mombasa-Highway in Nairobi (Kenia).
- Mit TAH 9 Beira-Lobito-Highway  der Straßenabschnitt von Kapiri Mposhi nach Kafue wird gemeinsam genutzt.
- Mit TAH 3 Tripolis-Windhoek-(Kapstadt)-Highway in Kapstadt (Südafrika).